# Jákópapagáj-formák
A jákópapagáj-formák (Psittacinae) a papagájalakúak (Psittaciformes) rendjébe sorolt papagájfélék (Psittacidae) családjának egyik alcsaládja.

## Rendszerezésük
Az alcsaládba az alábbi két nem és azok fajai tartoznak:
- Jákópapagáj (Psittacus Linnaeus, 1758)
  - Szürke jákópapagáj (Psittacus erithacus) Linnaeus, 1758 - típusfaj
  - Kis jákópapagáj (Psittacus timneh) Fraser, 1844 - korábban a szürke jákópapagáj alfajának vélték

- Afropapagáj (Poicephalus Swainson, 1837)
  - Niam-niam afropapagáj (Poicephalus crassus)
  - Barnafejű afropapagáj (Poicephalus cryptoxanthus)
  - Aranyhomlokú afropapagáj (Poicephalus flavifrons)
  - Barnanyakú afropapagáj (Poicephalus fuscicollis)
  - Piroshomlokú afropapagáj (Poicephalus gulielmi)
  - Szavannai afropapagáj (Poicephalus meyeri)
  - Fokföldi afropapagáj (Poicephalus robustus)
  - Rüppell-afropapagáj (Poicephalus rueppellii)
  - Narancsbegyű afropapagáj (Poicephalus rufiventris)
  - Szenegáli afropapagáj (Poicephalus senegalus)

## Források

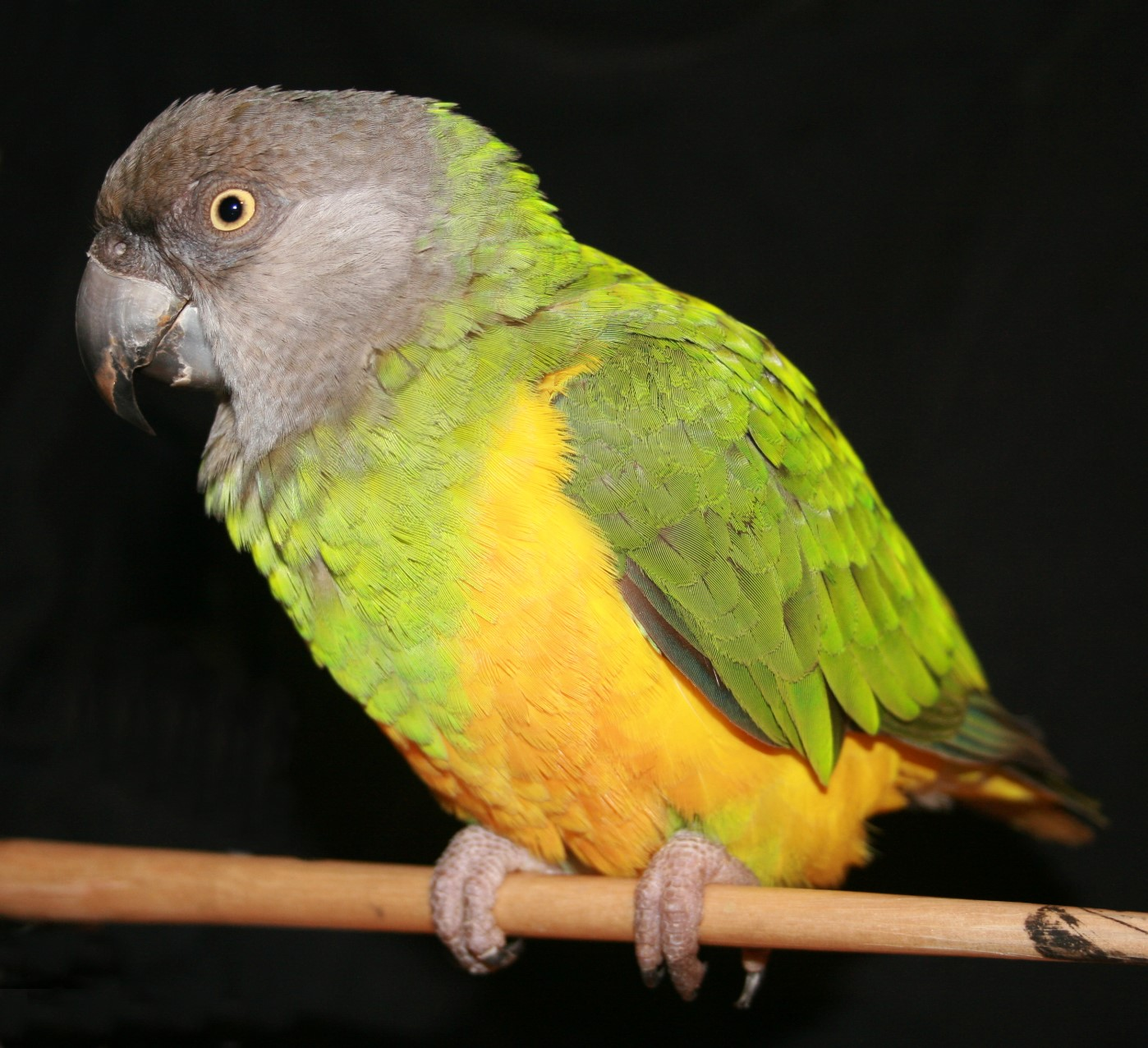
Szenegáli afropapagáj
(Poicephalus senegalus)